# Эйсмонт, Николай Борисович
Никола́й Бори́сович (Болеславович) Э́йсмонт (1891—1935) — советский государственный деятель.

## Биография
Родился 4 декабря 1891 года в посёлке Турьинские рудники Пермской губернии (ныне г. Краснотурьинск Свердловской области). Внук ссыльного польского помещика, умершего вскоре после ссылки. Сын заведующего лесной частью Алтайского округа Болеслава-Михаила Константиновича Эйсмонта.
Учился в Барнаульском реальном училище (исключён в 1907 г.), на экономическом отделении Санкт-Петербургского политехнического института (ЦГИА СПб, ф. 478, оп. 3, дело № 7731), на юридическом факультете Петербургского университета (не окончил).
- В 1904 примкнул к социал-демократам.
- В 1907 вступил в РСДРП. Вел партработу в Барнауле, Томске, Петербурге. Работал топографом, статистиком.
- С осени 1911 товарищ председателя, а затем председатель нелегального совета старост Петербургского университета.
- После политической забастовки весной 1912 арестован и выслан в Сибирь.
- С 1916 работал в правлении английских обществ Уркварта.
- В 1911−1917 член «межрайонки», которая в августе 1917 влилась в РСДРП(б).
- С ноября 1917 комиссар районной думы Петроградской стороны.
- В 1918 товарищ Петроградского городского головы, затем заместитель комиссара городского хозяйства Союза коммун Северной области.
- В 1919 помощник, а затем главный начальник снабжения Красной Армии, с 1920 — заместитель чрезвычайного уполномоченного по снабжению армии.
- В 1920−1926 член Президиума ВСНХ РСФСР. Руководил снабжением промышленности, созданием аппарата руководства торговли.
- С осени 1922 председатель краевого экономического совета Юго-Востока России.
- С 1923 заместитель председателя ВСНХ РСФСР, с июля 1923 председатель Юго-Восточного (Северо-Кавказского) крайисполкома.
- В 1924−1925 председатель Северо-Кавказского крайисполкома.
- С 1925 член Коллегии Наркомата внутренней и внешней торговли СССР.
- С весны 1926 нарком торговли РСФСР, а с осени 1925 — одновременно заместитель наркома внутренней и внешней торговли СССР.
- С 1930 нарком снабжения РСФСР, член коллегии Наркомснаба СССР.

## Обстоятельства ареста
19 и 22 ноября 1932 года академик Савельев написал на имя Сталина два доноса, в которых, сообщил, что Эйсмонт в разговоре с неким Никольским выражал критику в адрес властей, а именно, среди прочего, что «катастрофическая политика ЦК неизбежно приведёт к крестьянским восстаниям». 24 ноября 1932 года Никольский был вызван на допрос, где подтвердил все компрометирующие Эйсмонта данные. В тот же день Эйсмонт был арестован, в январе 1933 года исключен из партии, а 16 января, наряду с Толмачевым В. Н., Подониным В. Ф. и Ашукиной Е. П. приговорён Особым совещанием по делу так называемой «антипартийной контрреволюционной группировки Эйсмонта, Толмачёва и других» («Рыковская школа») на основании ст. 58-10 УК РСФСР к 3 годам лишения свободы.
28 февраля 1935 года освобождён, работал по найму в Ново-Тамбовском лагере НКВД.
Погиб в автомобильной катастрофе 22 марта 1935 года.
3 февраля 1962 года определением судебной Коллегии по уголовным делам ВС РСФСР реабилитирован, а в 1963 — восстановлен в партии.